# 科斯佩托
科斯佩托，是西班牙加利西亚自治区卢戈省的一个市镇。 总面积145平方公里，总人口5658人（2001年），人口密度39人/平方公里。